# 水族箱

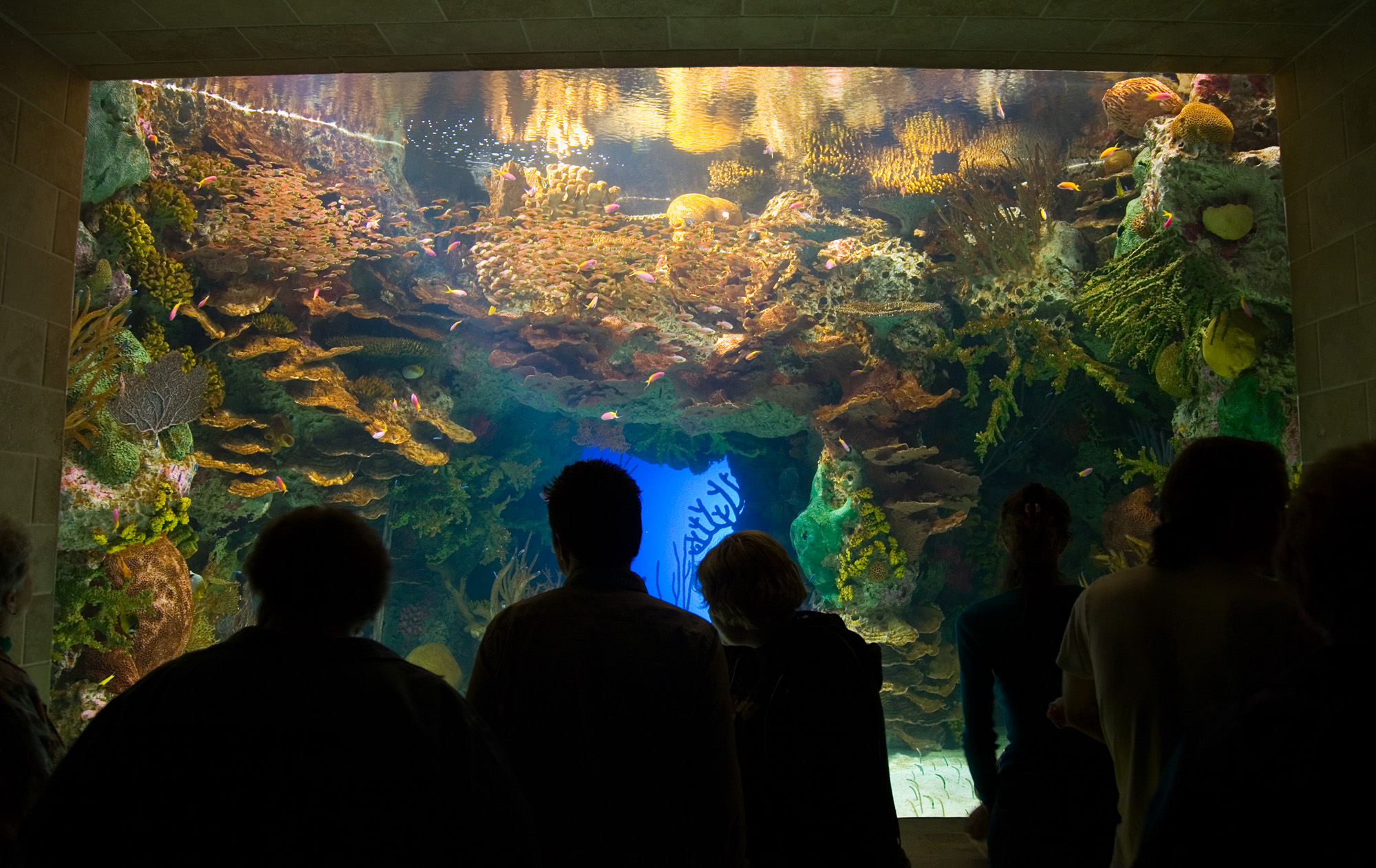
美國佐治亚水族館內的一個熱帶海洋水族箱

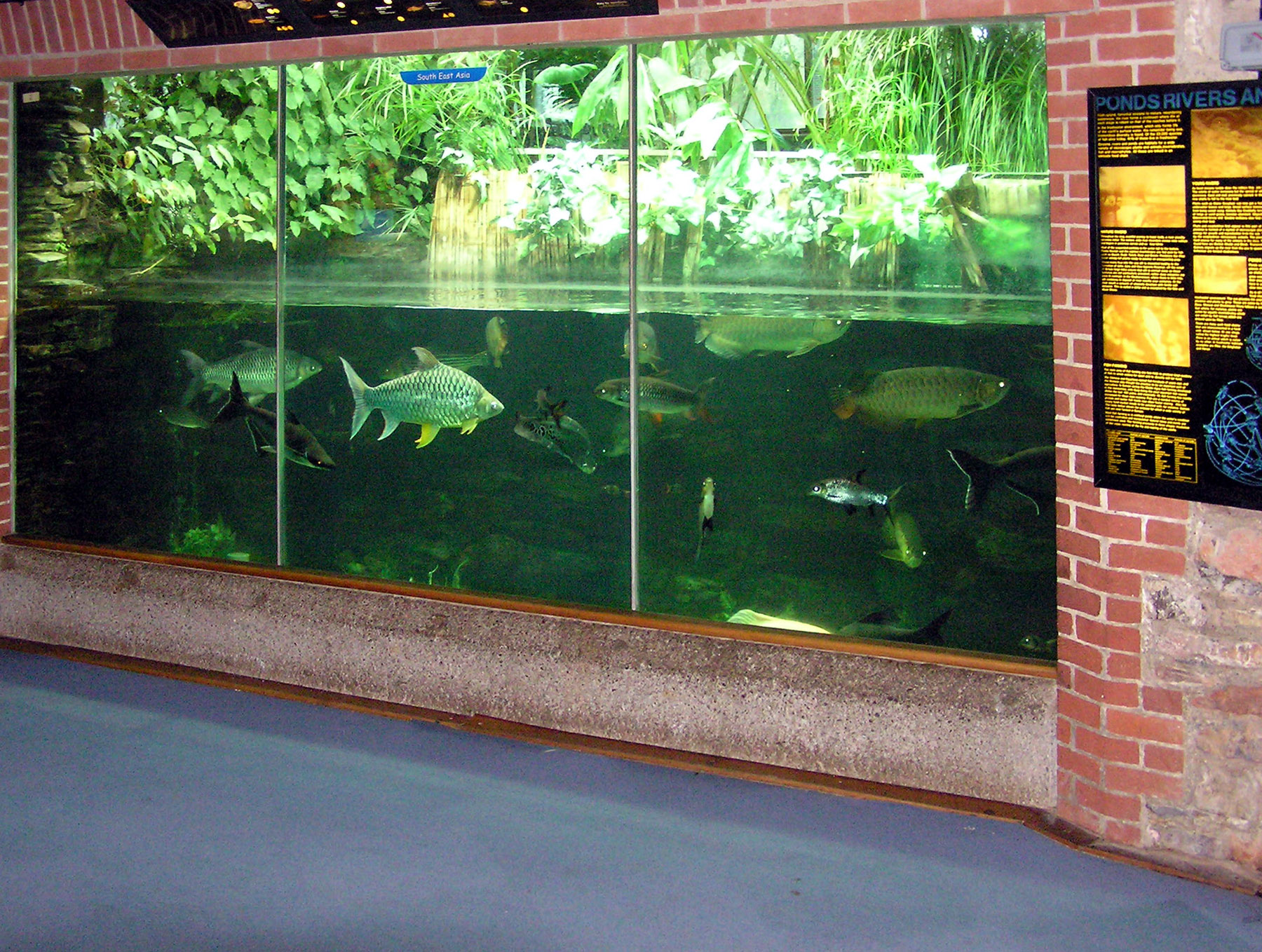
英國布里斯托動物園內的東南亞淡水魚類水族箱，高約2米

水族箱（英語：aquarium）又称为水族缸或水族槽，俗称鱼缸（fish tank），是为了观赏而专门用来饲养水生动植物的生态箱，通常至少有一面為透明的玻璃或高強度的塑料。水族箱內飼養的通常為观赏鱼，但亦可是無脊椎動物、兩棲動物、爬行動物和水生植物。水族馆的大型水族箱还可以饲养各种体型较大的远洋鱼和海洋哺乳动物。
人們很早就懂得飼養水族生物，但直到1850年代，玻璃所製成的水族箱成為當時的一個新玩意，人類水族從由上到下的變成側面的立體欣賞場景。隨著發展出更複雜的水族系統如照明、過濾系統，魚變得更加健康，且因為穩定飼育的長壽，逐漸變成一種家庭寵物的產業模式。私家的水族飼養是世界各地都盛行的嗜好之一，全球約有6千萬名爱好者，並持續成長和專業化。
水族箱的種類有很多變化，由簡單的只飼養一條魚的小水族箱，到複雜得需要配備精密支援系統的生態模擬大型水缸。海洋生物館裡的水族箱可以非常巨大，以阿拉斯加水族館為例，水族箱容量逹5,400立方米，飼養著約580個水生生物品種。水族箱一般分為淡水或鹹水、熱帶或低溫並有著與之相配的設備。這些是決定飼養哪類生物的條件。水族生物多數是於野外捕捉，但也有部分是可作人工繁殖，以供應水族貿易。
雖然一般人認知中的水族飼養，花費不多、時間與責任也較輕，但少為人知的是水族對專業的要求也可以達至極高水平，相對飼養貓狗的學問更為深入，一些愛好者、專家會盡力維持水族箱內的生態，並模擬所飼養生物的天然居住環境，這仰賴大量的知識的攝取、精進。水族箱的水質控制，包括了管理營養的流出及流入，更需要注意的是廢物管理。水族箱內的氮循環是指氮元素從食物中流入箱內，生物進食後將其轉化成有毒的氮廢物，再由箱內的益菌轉化成毒性較低的氮化合物。要維持一個良好的水族環境，還需要恰當的物種選擇、生物負荷管理及良好的環境設計，牽一髮而動全身。除此之外，美觀與否也是觀賞性水族的一大要點之一。

## 歷史及發展

### 古時的水族箱

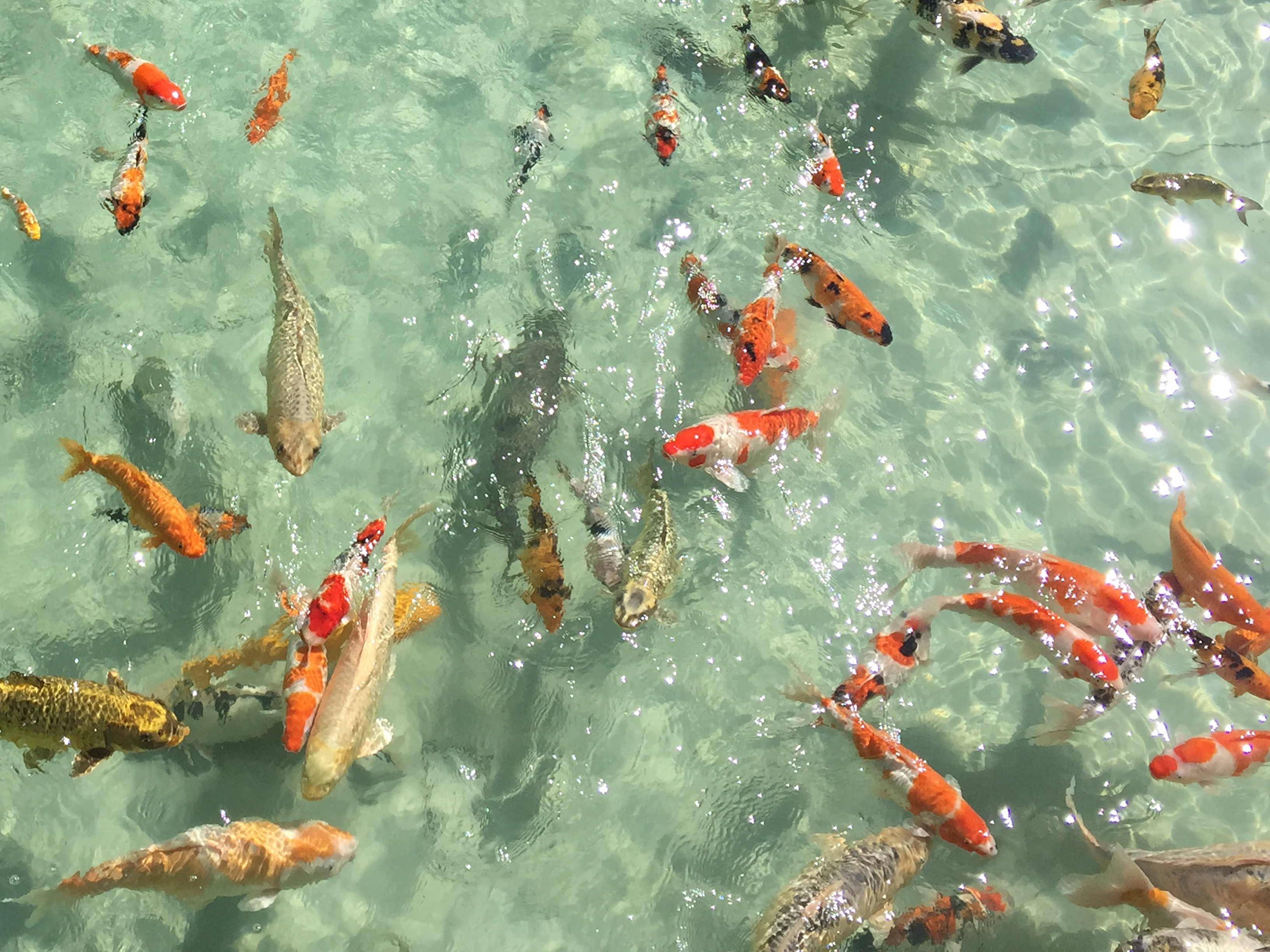
中國及日本數世紀以來於觀賞池塘中飼養錦鯉

於人工環境飼養魚類已有很久歷史，古時的苏美尔人將野外捕捉的魚飼養於池塘內供日後食用；於中國，以鯉魚配種出錦鯉及金魚相信始於超過2,000年前；於古埃及的圖畫中可見廟宇的長方型池塘飼養著俄克喜林庫斯（Oxyrhynchus，古埃及的州，現為一考古遺址）一種神聖的魚。中國宋朝時，金魚被飼養於陶瓶裡作觀賞用途。其他文化的歷史裡，亦有養魚作為實際或裝飾用途。

### 玻璃水族箱
將魚飼養於室內透明的缸內作觀賞用途這個概念，是近代衍生出來的。但難以準確定出其出現的時間。1665年，日記作者佩皮斯（Samuel Pepys）記述於倫敦看見「一件精巧的珍品，魚兒被飼養於一玻璃缸的水裡，牠們可以生存很長時間，牠們被細緻地標示著牠們是外來的」。佩皮斯所見的魚，很可能是蓋斑鬥魚（Macropodus opercularis），一種中國廣州常見飼養於花園的魚，當時由不列颠东印度公司進行買賣。18世紀，瑞士博物學家特朗布雷（Abraham Trembley）將發現於荷蘭一個花園河道裡的水螅飼養在圓柱型的玻璃瓶內作研究。換而言之，將魚飼養於玻璃容器這個概念的出現，不遲於這段時期。

### 普及
於1851年在英國舉行的萬國工業博覽會展示了一個裝飾華麗、以鑄鐵作框架的玻璃水族箱，水族飼養亦隨之首先於英國成為大眾的嗜好。有框架的水族箱設計，是演變自華德箱（Wardian case，即生物育養箱，於1830年代發展出來，供英國園藝學家於運送外國植物的長途船程中保護植物）。現代水族喜好者或許會感奇怪的是，19世紀的水族箱底部為金屬，可用火加熱箱內的水。德國與英國在這個嗜好上競爭，踏入20世紀，汉堡市成為歐洲入口新奇水族品種的港口。第一次世界大战後幾乎所有家居都已經有電力供應，水族箱亦因此更廣泛地受歡迎。電力的改善使水族科技得以發展，使人工照明、通風、過濾、水溫加熱都成為可能。空中運輸的出現使更多遠方的外地品種能夠入口，亦使水族飼養更受歡迎。
現時，估計全球有大約6千萬水族喜好者。水族嗜好最強列的地區依次序為歐洲、亞洲及北美洲。在美國，許多人（40%）同時打理2個或以上的水族箱。

## 功能及設計
相比室外池塘和古時的玻璃瓶，現代的水族箱具備許多專門的系統。水族箱的體積可以小至只飼養一條魚的小魚缸，也可以大到模擬整個海洋生態的大型公共水族箱。要想讓一個水族箱成功運作，其內的水族生物應該能夠長期存活，並且盡量模仿這些物種在野外的天然棲息環境。
淡水水族箱最為受歡迎，這是因為它們易於打理且成本較低，生物也可以大量人工繁殖。然而，水族愛好者們也成功地仿照海洋環境建造出鹹水水族箱，但這相對麻煩且昂貴，需大量自動化設備來調控水質，並且依賴從野外捕捉的個體來維持生態平衡。
水族箱的設計亦需考慮其他方面因素：體積、照明情況與時間、漂浮海洋藻類或河川根生植物的密度、活石或沉木放置、洞穴或懸垂物設置、底砂或底土、生物種類選擇、過濾器抽水口及出水口的位置及方向、水流強度以及其他因素（例如放置水族箱的位置）。這些因素都可以影響水族生物的行為及存活。

### 造型與材質
一般常見的水族箱，通常為多片玻璃或壓克力之類的透明材質，以矽膠黏合而成，依照造型的不同，可分為方缸、圓缸、一體成型缸（又稱為ㄇ缸）、海灣缸等等。水族箱的造型設計各有利弊，沒有一定的標準，一般而言飼養者均按照個人喜好加以選擇。
方缸是一般最常見的造型，由五片玻璃或壓克力黏合，四周圍都是直角。圓缸則通常為玻璃材質，做成圓球狀，上方有開口，由於造型不適合加掛過濾設備，一般僅用來飼養鬥魚或是孔雀魚等對溶氧、水質要求不高的魚類。一體成型缸在三面使用同一片玻璃彎折而成，在折角處較為美觀，但是靠近角落時水中物體會有失真情形。海灣缸的正面玻璃整個做成圓弧狀，對水中景物有放大效果，但也有一定程度的失真問題。常見的水族箱材質有普通玻璃、強化玻璃、壓克力等等。大部分水族箱都以普通玻璃為材質，亦有以強化玻璃製造，但價格較高。壓克力材質能夠耐極大的水壓，而且透光性極好，一般用於大型水族箱或是海洋生物館中的觀景窗使用，但因為硬度不足，維護保養、打磨也是很昂貴的花費。

### 配備

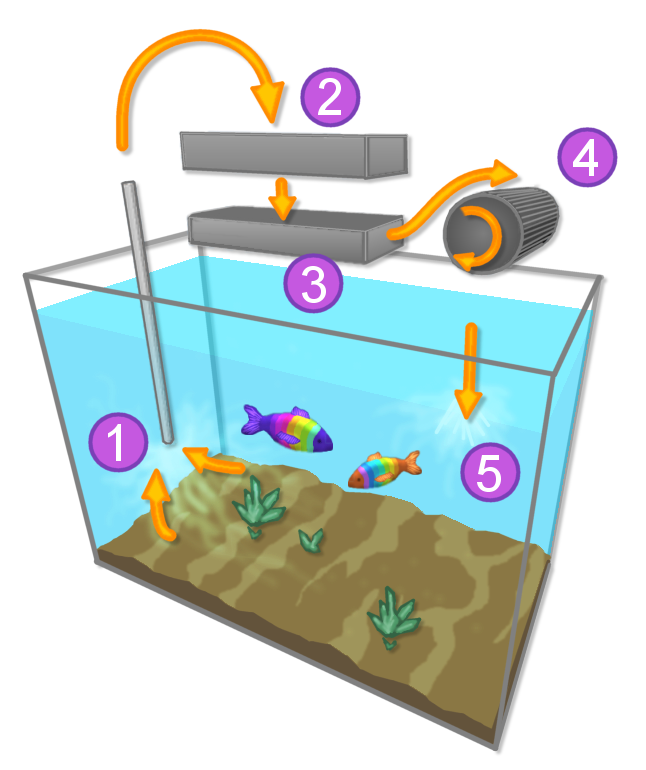
典型水族箱的過濾系統：(1)抽水，(2)物理性過濾，(3)化學性過濾，(4)生物性過濾，(5)出水

普遍的家居淡水缸配備一個過濾系統、照明系統、氣泵。此外，許多海水缸（或部分大型淡水缸）會使用潛水泵促進缸內水流循環，另外還有冷水機及加溫器來模擬大洋或湖泊水體的穩定溫度。

#### 過濾系統
混合物理及生物過濾的系統現時非常普遍，可清除溶於水中的含氮廢物、磷酸鹽及其他微粒物質，避免這些物質積累對生物造成危害。過濾系統是家居水族中最複雜的機械組件，而且有不同的設計。大部分系統是利用馬達將箱內小部分的水抽到外部水道進行過濾，經過濾的水會返回箱內。蛋白質去除器則是只適用於海水缸的過濾裝置，用以去除水中的蛋白質及其他含氮廢物。
過濾系統根據過濾方式可分為:
- 物理過濾
  - 物理過濾採用密度較高的濾材將水族箱中的排泄物或有毒物質以阻擋或吸附的方式排除，並將乾淨的水返回箱內。
- 生物過濾
  - 生物過濾採用密度較低的濾材，藉以讓有益的微生物附著其中，並分解水中有害物質。

一般而言，沒有絕對的物理過濾系統，微生物會存在於水族箱及過濾器中。過濾系統一般多採先進行物理過濾，再進行生物過濾的方式來過濾水中有害物質。由於物理濾材會吸附有害物質，因此必須定時換洗，例如能將廢物移除的沸石或活性碳等等;至於生物濾材則建議不需更換，就算要清洗時也只需要用水族箱內的水輕沖即可，否則將會傷害生物濾材上的微生物。
過濾系統根據過濾設備的設置地點來分類，大致上可分為下列幾種:
- 外部過濾
  - 使用圓桶、外掛或上部過濾器，抽水馬達與濾材均設置於水族箱外部，淡水大水體或海水一般採用更大的底缸過濾。
- 沉水過濾
  - 使用搭配潛水泵的過濾器，濾材與潛水泵均設置在水族箱內的水位下。
- 活沙過濾
  - 選用合適的底砂鋪設方式，透過自然的擴散作用造成水流及生物過濾達成過濾效果，根据所饲养的鱼缸类型，可自定铺沙厚度，但过厚的底砂也会导致鱼类粪便和没吃完的饵料更容易堆积，造成水族箱内硝酸盐和氨氮等水平上升。

一般建議過濾系統的效能，大約每小時要能夠讓水族箱內的水循環2到6次為佳。例如一個水容量30公升的水族箱，則至少必須選擇每小時60公升，或至多每小時360公升過濾效能的過濾設備。過濾設備的循環效能通常會以 L/H (公升/每小時)單位來標示，部分過濾設備會以加侖為標示單位。過濾效能並非越高就越好，太強的過濾效能可能會造成水流擾動過大，部分水中生物可能因此太過疲憊甚至死亡。
在設置水族箱前，選擇合適的過濾系統是相當重要的。

#### 氣泵
氣泵是用來為水提供適量氧氣（而水草缸則需要提供二氧化碳）。本來被普遍使用的氣泵現時已較為少用，因新式的過濾系統已能夠提供足夠的水面流動，以進行氣體轉換，反而很多人使用二氧化碳鋼瓶來為水草打氣。但在某些意外狀況，如二氧化碳使用不當而造成水中溶氧量降低時，關閉二氧化碳設備，並使用氣泵能夠迅速將水中氧氣密度提高，減少水族箱內的生物傷亡。海水可以用蛋白質除沫器來代替。

#### 加溫器
水族箱的加溫器是一個恆溫器，當箱外溫度低於適當溫度時調高水溫，最主要的加温器是加热棒。相反，冷水機可使用於溫帶水族箱內，或當箱外溫度高於適當溫度時調低水溫，然而冷水機往往價格昂貴。此外，亦可利用散熱風扇吹拂水面，加速水分蒸發以降低溫度，惟此法需時常補充水量以維持水位，特別是鹽度變化不可太大的海水缸。根据鱼缸所处的地区，大小，饲养物种类型的不同，加温器和冷水机的取舍可灵活调整，例如，在中国南部沿海地区饲养宽鳍鱲这种偏向于冷水生活的鱼类时冬天则可以不需要加热器，但夏天最好配备冷水机防止因温度过高所导致的鱼只暴毙。

#### 光照
光照同樣是水族箱的成敗關鍵，儘管一般人想像中飼養的魚不需要光照，但其实一个水族箱对光照的需求是随水族箱种类而变化的，部分玩家會挑戰的水草缸與珊瑚缸對光線的要求相當高，許多甚至需要昂貴的專用燈具與配置，很多都有設有複雜的自動定時功能，更可以模擬各種天候的光照與日、月相的季節性變化，光線的質量也是要點，許多燈具可以組合出不同波長的光值，但饲养纯鱼缸除非是血鹦鹉鱼等对光照需求较高的鱼种以外，大部分都只需要合理的光照就足够了，比如饲养灯眼鱼这类深海鱼类每天给予的光照时间可以少一点。

#### 其他
淡水水草水族箱通常建議投入二氧化碳、液態肥料等消耗品，海水則更為複雜且頻繁，因而需要使用鈣反應器與滴定機等等設備來維持即時的供應。
以上各項所需設備以及設計考量，都是為了要維持適合生物生存的水質及條件。

## 水族箱分類
水族箱是根據幾個變數去分類哪些物種適合飼養。水質是最重要的分類準則，因大部分的水中生物只適合生長於有限度的水質條件。水族箱的體積亦限制了飼主可模擬的生態系統、物種選擇及生物負荷能力。

### 水質條件

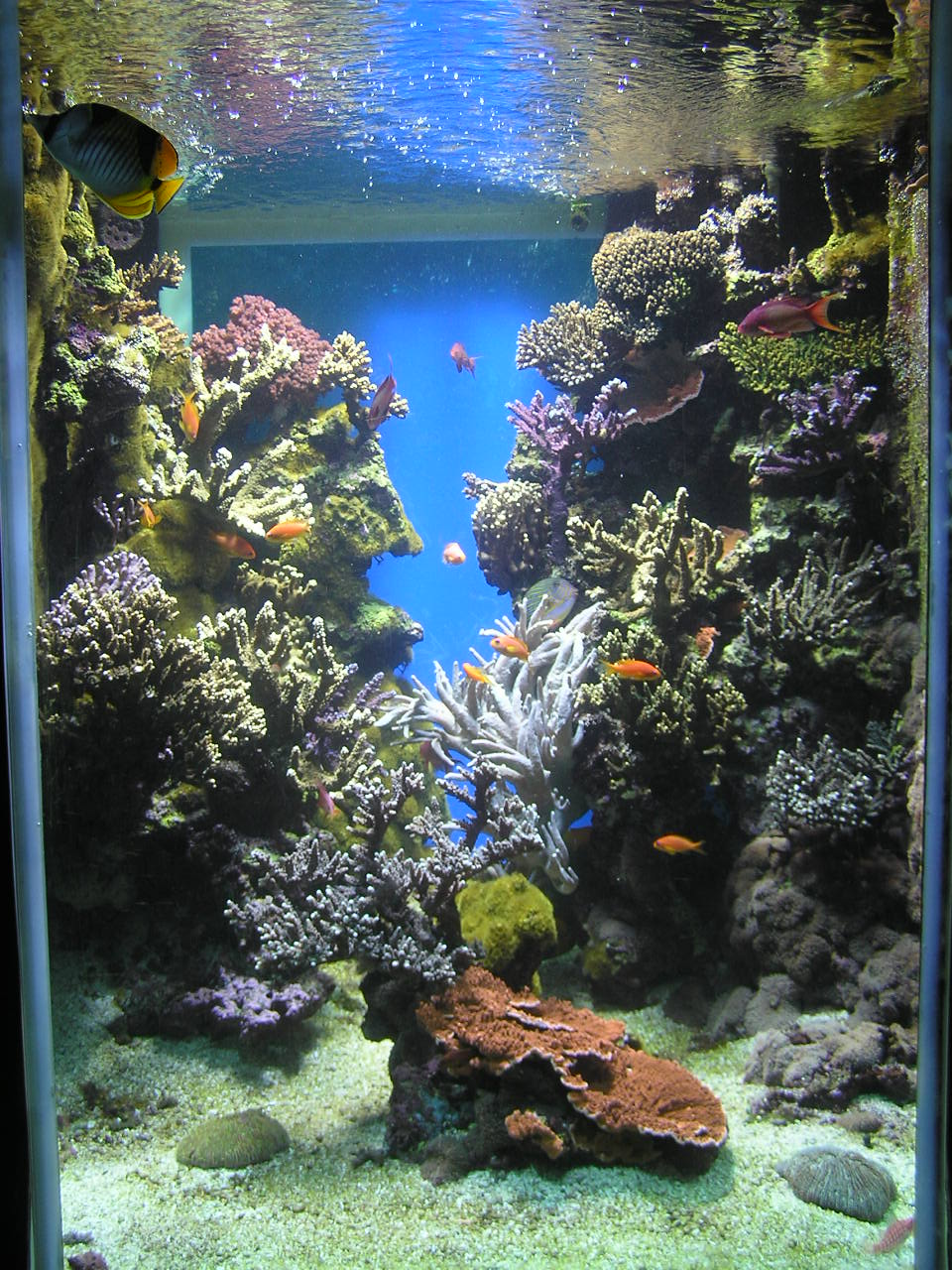
海水的理化成分複雜，卻對生物有影響，因此海缸的照料嚴苛，需要經驗與技術、器材才能處理

水中的溶質可算是最重要的水質條件，可大幅影響水的化學性質，因而影響生物與環境的互動關係。鹽度是最基本的水質條件分類：淡水（鹽度低於0.5‰）可模擬湖泊及河流環境；海水（鹽度介乎30‰—40‰）可模擬海洋環境；汽水（亦稱為半海水，鹽度介乎0.5‰—30‰）可模擬淡海水交界的環境，如河口。
除了鹽分之外，還有其他成分可影響水質，而且同樣是模擬天然環境的重要條件。水中的氫離子濃度（pH值）是用以量度酸鹼程度。海水通常為鹼性，但淡水的pH值則較為多變；水的硬度是量度水中礦物質的含量，硬水或软水需視乎情況而選擇。溶解有機物含量及溶解氣體含量亦是重要的因素。
於家居飼養水族的人士，一般都以經處理的自来水飼養水族。淡水缸中，需要加入水質穩定劑或是曝氣以去除水中的氯及氯胺（用以消毒食水的化學品），使水適合水族使用。汽水或是海水，水质较好的可直接以天然海水為水源，或是以粗鹽或是海水素調製，但是多数粗盐和海水素仅能让海鱼生存，并不能让珊瑚生长良好，調製時往往需要以比重計輔助以確保所需的濃度。較有經驗的水族人士亦會調整水的pH值、硬度或溶解有機物及氣體含量。公開展示的大型水族箱，因其耗水量較大，則需設置於接近天然水源（例如河流、湖泊或海洋），以滿足大量用水的需求，使用前亦無經過太多的處理程序。

### 水溫及水流

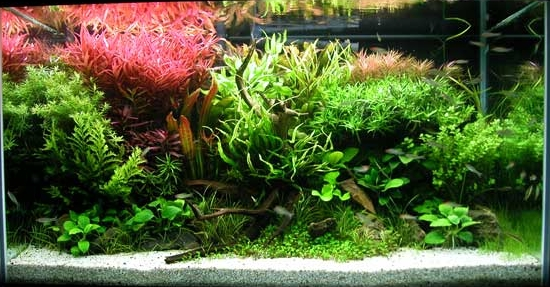
淡水植物水族箱相對簡單，仍需要對元素、二氧化碳以及水中養分有相當的認知。

水溫及水流對於水族箱的成敗亦同樣重要。水族箱亦可就水溫分為兩種：熱帶及溫帶水族箱。大部分魚類及植物只能生存於有限的水溫範圍。熱帶或溫帶水族箱較為常見，平均溫度為攝氏25度（華氏78度），而熱帶魚是最受歡迎的水族生物。溫帶水族箱的水溫較熱帶水族箱為低，有一部分的魚類較為適合棲息於較冷的環境，如果环境温度过高则很容易导致其死亡。
水的流動對於模擬天然生態系統亦為重要。水族人士會根據水族生物的需要，選擇靜止或有水流的水族箱。例如鹹水珊瑚缸就必須要有馬達來提供強勁的水流，模擬海浪的動作，而淡水魚缸一般可以不配備。
对于一些游泳能力弱的鱼类，水族箱应尽量减小水流大小，这些鱼类往往生活在静水河流或池塘当中。
水溫可用加熱器（或冷卻器，但因价格昂贵較為少用）配合溫度計以調節水溫；水流則以潛水泵調節，或謹慎地設計水的內部流向（例如調整過濾器入水及出水位置）。

### 主題
有些水族箱是根據特殊的主題所設計的，例如近年來非常流行的水草缸，便以姿態美麗、種類繁多的水草作為佈景的主題（水草缸甚至还可以继续细分，比如）；軟體缸則是以珊瑚、海葵、軟體動物等等的無脊椎動物為主題；龍魚缸、 展鬥缸、孔雀缸、娃娃缸、海水纯鱼缸、龟缸、两栖动物缸等等，則是以特定的物種為主題；而生態缸則是以重現野外生態為主題，如中国原生缸，东南亚原生缸，马湖慈鲷缸等，此外生态水族箱和陆地生态缸之间还存在有混合种——水陆缸。

### 體積

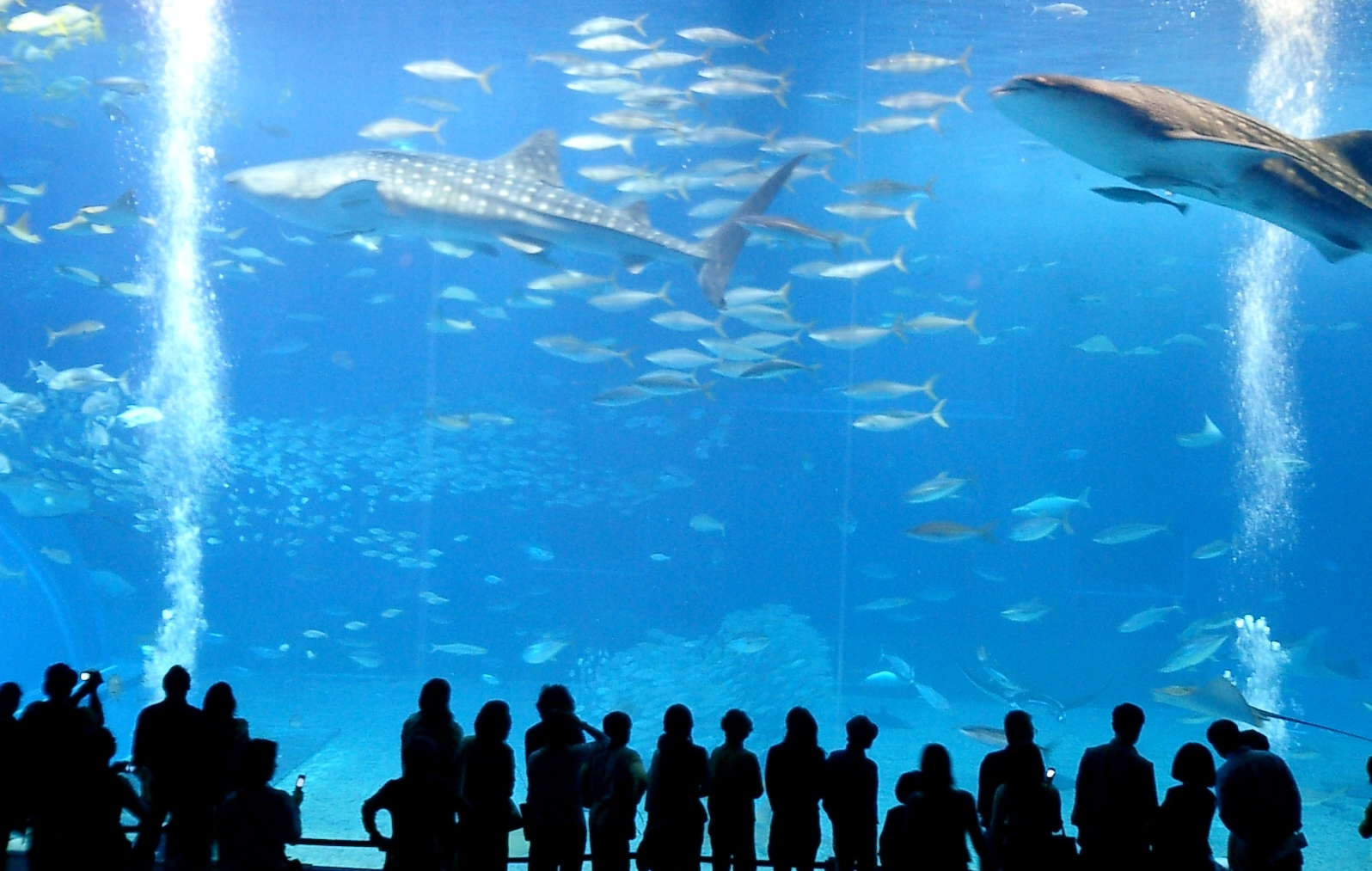
沖繩美麗海水族館的水族箱，相片中可見兩條鯨鯊

水族箱的體積可小至只飼養一條魚的小魚缸——簡單的玻璃碗形魚缸，容量少於1公升，除了可飼養直接呼吸空氣的迷鰓魚外（又稱鬥魚，屬於攀鱸亞目），如暹羅鬥魚或蓋斑鬥魚，一般都不適合大部分的魚類；2005年底，意大利羅馬市政府以不人道為理由，禁止使用此類魚缸飼養魚類——至到大型的公眾水族箱，大得足以飼養鯊魚或容納整個海草森林生態系統。一般而言，較大型的水族系統可應付較急速的溫度及酸鹼度波動，以提供較高的穩定性。
一般認為，要配備過濾及其他基本裝置的最小體積要求為11公升；而一些實際限制，如水的重量（每1公升純水重達1公斤，鹹水則更重）、內部水壓（高水壓需要更強更厚的玻璃）等，使家居水族箱最大的體積只可約為1立米方。但一些水族人士專門製造數立方米的水族箱，但需要很大的努力及高昂的費用。
飼養大型物種或模擬大型環璄的公眾水族箱，其體積可遠遠大過家居的水族箱。水族館（Georgia Aquarium）擁有現時為全球最大的水族箱，容量達30,000立方米。而將落成的杜拜購物中心聲稱將會取代喬治亞水族館的地位。蒙特瑞灣水族館（Monterey Bay Aquarium）內有一個以壓克力建造的觀察窗，可觀賞水族館內的主箱，該觀察窗長17米、高5米、厚33厘米，曾經是全世界最大的水族觀察窗，而最大的觀察窗則設於日本沖繩縣國頭郡本部町海洋博公園內的沖繩美麗海水族館（Okinawa Churaumi Aquarium），該觀察窗長22.5米、高8.2米、厚60厘米，而此水族館更為現時全球第二大的水族館。公眾水族箱的體積，通常是受制於成本的考慮。

### 物種選擇
選擇物種的原則眾說紛紜，在不考虑风水和饲养主题的情况下，較為普遍的做法是根據物種的侵略性來選擇。一個水族箱可同時容納幾種能夠共處的非侵略性物種，但具侵略性的，只能與互相制衡或可以与其共生的物種共處。
一個水族箱內的物種，可能並非源自同一個地區，但所要求的水質條件相若。水族箱內除了有魚外，還可放入一些無脊椎動物（如蝦、蟹）、水生植物及一些「水族家具」（如躲避陶罐），亦有水族箱以饲养这些非鱼类生物为重点，甚至完全不饲养鱼类。

#### 淡水箱的物種選擇
有一些水族箱只飼養單一種品種的魚，無需放置底物，或只加入植物。這類水族箱通常是用以飼養鱂魚（Killifish）、卵胎生的魚類（Live-bearing aquarium fish）、麗魚（cichlids）、龙鱼（Gabelbart）、虎鱼（tiger perch）、大型加拉辛等，有时仅作為繁殖之用。
生態型的水族箱模擬大自然特定的生態系統，將不同種類的魚、無脊椎動物、植物養在一起，並調節水質，設計修飾成天然環境。生態型的水族箱是最複雜的水族箱，知名的公眾水族箱都是以生態型水族箱作展覽。

#### 鹹水箱的物種選擇
除了上述的水族箱種類外，還有飼養珊瑚礁的鹹水水族箱，這類水族箱模擬熱帶海洋溫水帶的複雜珊瑚生態系統，珊瑚水族箱重點是無脊椎動物的多樣性，家庭珊瑚水族箱只會有限度飼養細小的魚類，并还要考虑它们与珊瑚等无脊椎动物的兼容性，确保它们不会互相伤害。飼養海葵、珊瑚、活礁、软体动物、甲殼動物的技術於1980年代開始發展。珊瑚水族箱被視為最難以打理的水族箱，需要很多專業知識及特製的裝置（飼養花費亦相對地昂貴）。
另外，潮汐缸也是一个罕见的海水缸变种，这种海水缸通过气泵和定时开关来模拟自然界潮起潮落等环境，以更好地复刻潮间带物种在野外的习性，有时还会种植红树胚轴。
除了珊瑚水族箱，FOT（Fish only take）水族箱也是海水水族箱的一大主流，主流的海水FOT水族箱主要饲养刺盖鱼科、蝴蝶鱼科、刺尾鱼科的鱼类，几乎不再增加其它造景和饲养无脊椎动物。
还有一类海水水族箱是仅饲养自己野外采集的生物，并模拟当地生态环境的水族箱，这类水族箱成本最低，在中国大陆，这类水族箱的主要饲养对象通常是一些本地随处可见的杂鱼，其中还包括许多被当作食用鱼的物种，褐菖鲉、六线鱼属、肩鳃䲁属、织纹螺等生物就是这类水族箱的常客，许多习性特殊而不能在水族箱内饲养成活的鱼类也是个很有挑战性的目标。
深海缸以饲养深海鱼类为主，需要提供较少的光照，并使用冷水机来降低缸体水温；在水族业界当中，主要栖息在海平面100m以下水深的生物一般都可以被称作深水生物，市面上的深水生物一般都十分的昂贵，采集起来也相当困难，极高的门槛使得这种类型的海水水族箱鲜有人接触。
海草缸同样也是十分罕见的，这类水族箱以模拟海草床生境为主。
滩涂缸通常被视作是一种海水缸，它的含水量比其他任何一种水族箱都要少，这类水族箱以野外采得的滩涂泥为基底，常饲养有招潮蟹和弹涂鱼等生物，有时还栽培有红树，出于较低的水位和基底细小的泥沙，滩涂缸一般不使用过滤器，这就要求饲养者频繁地换水。

#### 半咸水箱的物种选择
半咸水水族箱也被叫做“汽水缸”，是一类非主流的水族箱，其水体盐度介于淡水和海水水族箱之间，但是饲养方式更倾向于淡水水族箱，这类水族箱饲养的主要物种包括部分鲻科鱼种、金钱鱼科、大眼鲳科、肩鳃䲁属、珍鲹鱼苗、珍珠龙胆、弹涂鱼属等，有时还包括了四眼鱼属、汤鲤属等较为罕见的鱼种，这类鱼缸有时会使用沉木来模拟红树的支柱根。

### 水族生物來源

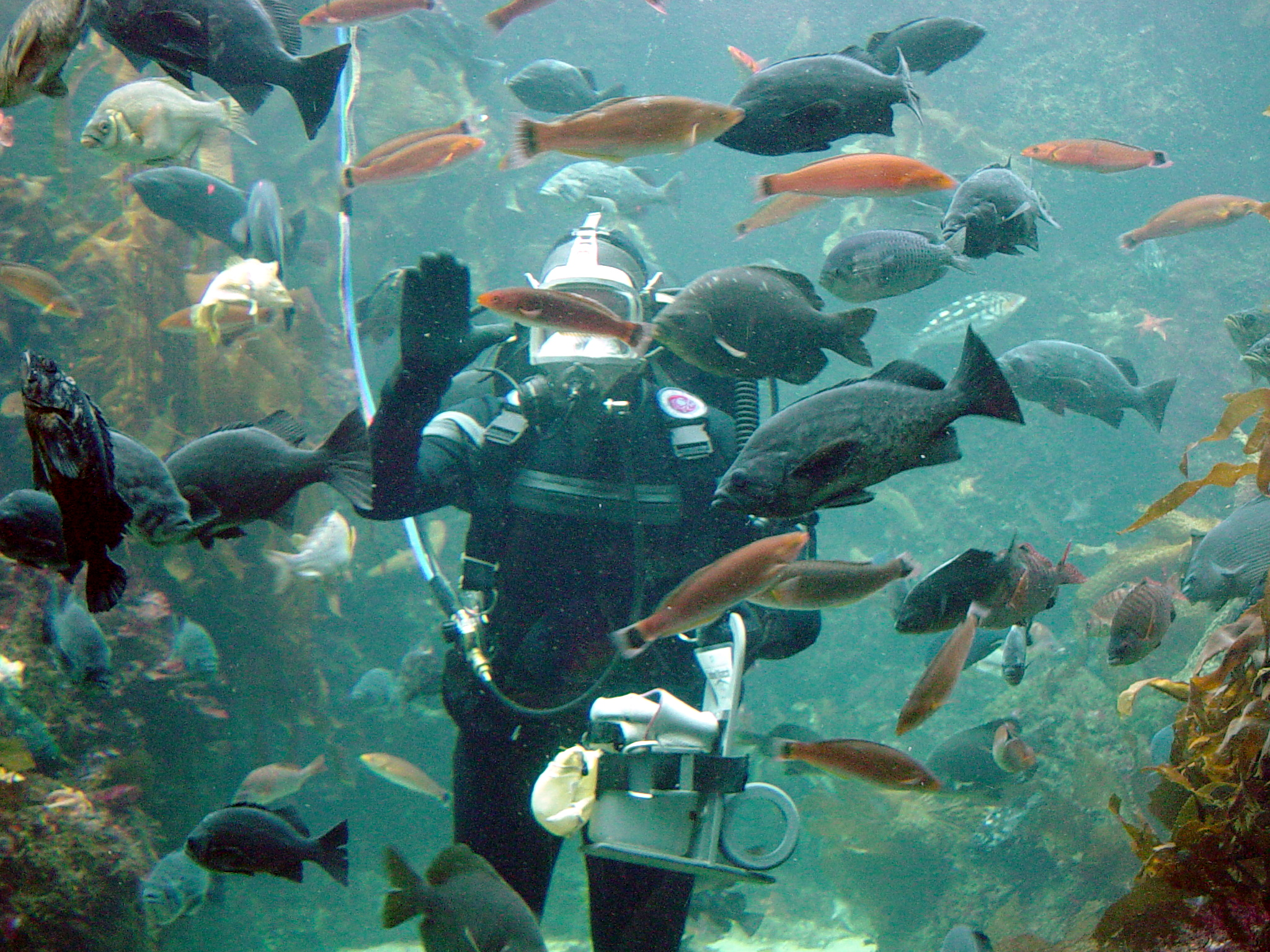
水面潛水員於餵魚時與觀眾交流

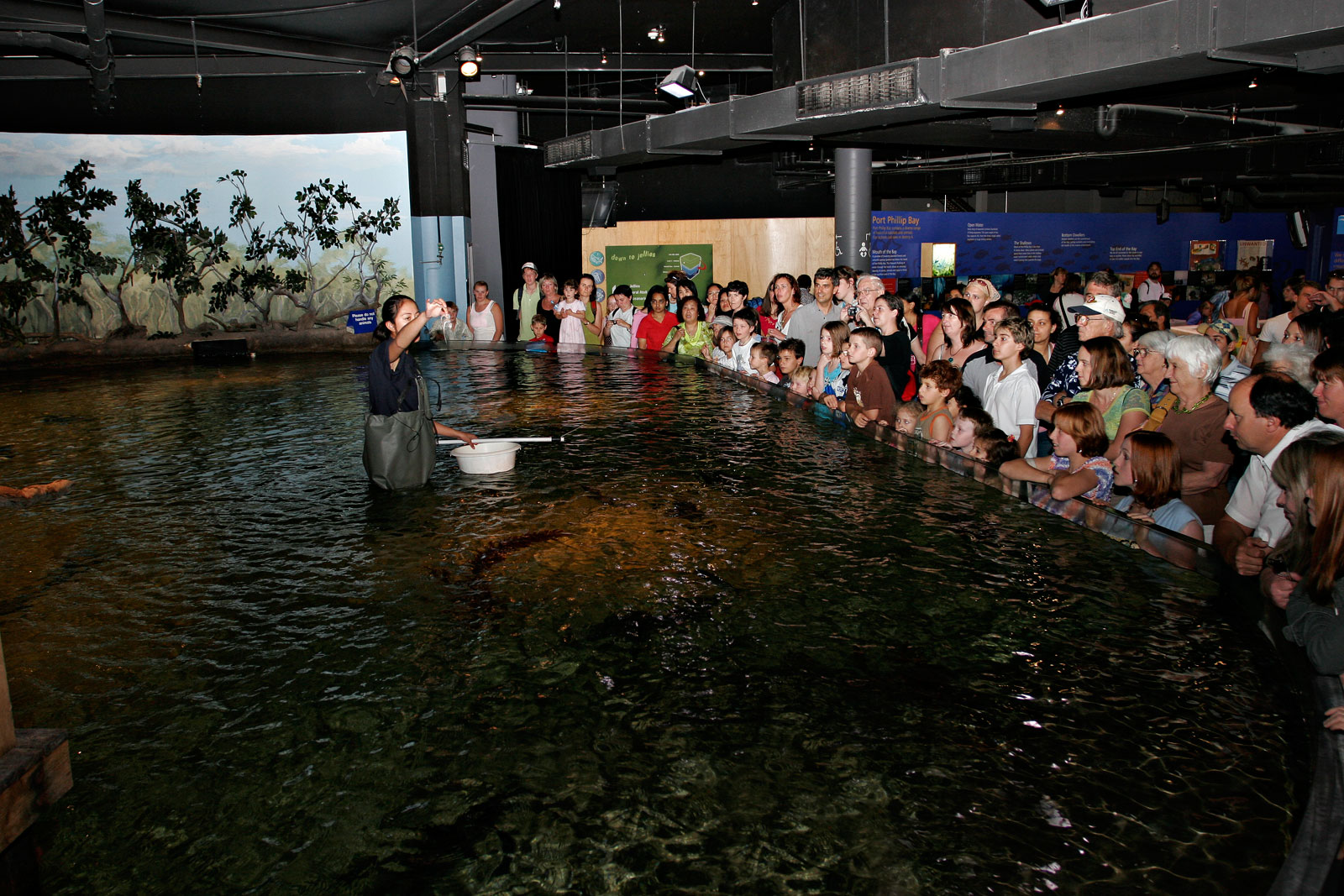
墨爾本水族館的餵飼時間吸引了人群觀看

早期的水族魚類及植物是於野外採捕並運送（通常以船運送）到歐洲及美國的港口。20世紀初，很多色彩艷麗的熱帶魚都捕捉及出口自马瑙斯、巴西、曼谷、泰国、雅加达、印度尼西亚、荷属安的列斯、加尔各答、印度等熱帶港口。現時世界各地都有供應水族生物貿易的採捕活動，很多貧窮的村落甚至以採捕水族生物為主要的收入來源。對於一些現時未能人工繁殖的物種，野外採捕是主要的供應來源，而且亦可引入新的品種。
野外採捕生物有幾個缺點：(1)遠征採捕的成本高昂，而且並非一定成功；(2)長途運送對魚造成嚴重的傷害；(3)死亡率非常高；(4)受驚及緊張使魚變得虛弱，抵埗時可能已經生病；(5)在捕捉過程或會使魚受傷，尤其是當使用氰化物捕捉珊瑚魚時；(6)鱼体可能携带有比养殖个体更多的致病生物，贸然放入水族箱当中可能造成交叉感染。
近年，野外採捕活對環境造成的破壞已引起全球水族人士的注意。使用毒藥採捕會毒死珊瑚及其他非目標物種；捉走了一些當地稀有的品種；一些物種是生境系統的關鍵，大量採捕會破壞該生態系統。此外，環境學家已憂慮到破壞性捕魚法對環境的危害，水族人士協商發起運動，以人工繁殖計劃及野外採捕認證計劃降低水族貿易對野外採捕的依賴。1997年一份調查美國飼養水族人士的問卷中，有三分之二受訪者選擇人工育養，而非野外採摘的珊瑚，另外超過80%受訪者認為貿易應該只准許人工繁殖及可持續性採捕活動。
1893年，法國首先成功人工繁殖出暹羅鬥魚（Betta splendens），人工繁殖的技術亦開始緩步發展。供應水族貿易的人工繁殖現時集中於香港、新加坡、曼谷、美國佛罗里达州南部，而較小規模的人工繁殖則在斯里蘭卡及夏威夷。水族貿易的人工繁殖計劃於1990年代中緊急地開始發展。淡水品種的人工繁殖技術相對地較鹹水的為成熟。
水產養殖是指以人工控制的環境養殖水生生物，支持水產養殖業的人士認為，以養殖魚供應水族貿易對環境及社會都有好處。水產養殖可減低對野外的破壞，替代野外採捕，供應市場的需求，而養殖水產亦可放返野外以補充物種的野外存活數量（Tlusty 2002），但這個做法亦對環境造成一定的風險。
水族生物貿易是入侵物種的根源之一，因為不負責任的水族飼主將一些外地生物品種棄置到河流或溪澗，世界各地都有不少受外地品種入侵的地方，對當地的本地物種及生態系統構成危害，以水族贸易为途径入侵的物种主要有豹纹翼甲鲶（清道夫）、水盾草、剑尾鱼等，在中国大陆，这些物种入侵的重灾区主要在广东和海南地区。

## 水族飼料

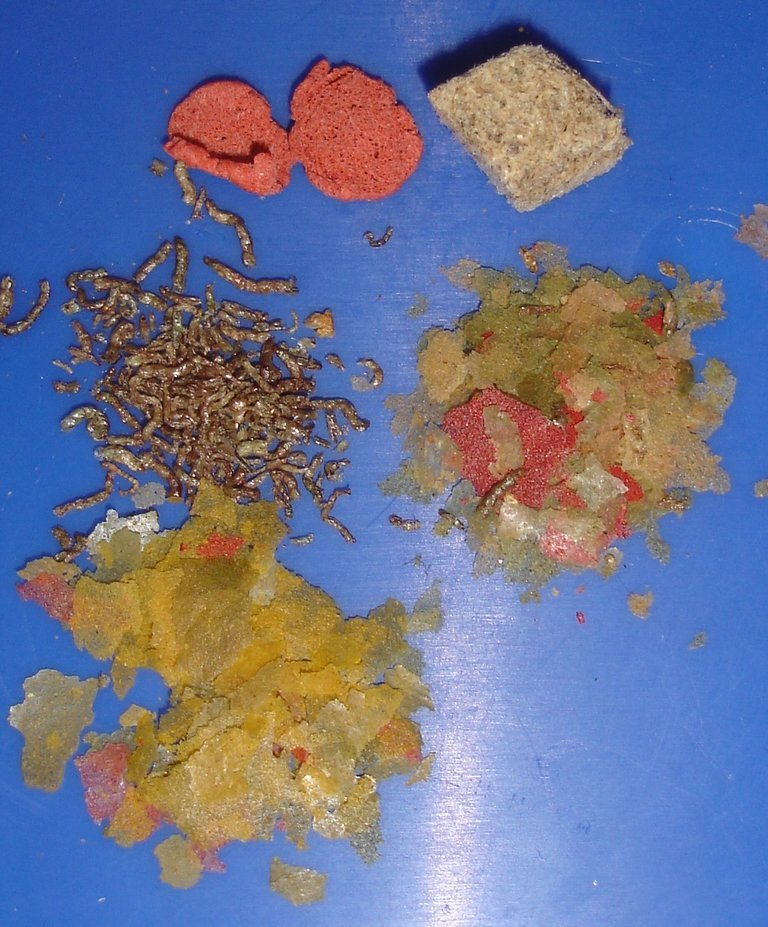
不同種類的人工乾製飼料

水族飼料種類繁多，大致可分為3種：人工合成飼料、急凍／乾製飼養及活餌，視乎物種的需要選擇。
人工飼料多是根本特定物種的營養需要，混合植物及動物物質，並加入維生素、礦物質等養料調配而成。有些飼料會加入人工顯色劑／揚色劑，強調餵食後會使魚的體色更為明顯（尤其是金魚及錦鯉飼料），但這些顯色劑對魚本身可能無益，甚至有害，故應細心選擇較少化學成分，而且不會在餵食時污染水質的飼料。人工飼料的形狀多為顆粒狀，而薄片狀飼料亦十分普遍。人工飼料多為浮水性，使魚池邊的飼主可看見魚兒在水面覓食時的情況。
活餌即是活生生的飼料，例如紅蟲、血蟲、豐年蝦、蚯蚓、水蚤等，對於一些較大型的物種，或需餵食小魚或小蝦。這些飼料對於飼養一些不食用／不習慣食用人工飼養的動物尤其重要。活餌難以作長時間保存，未進食的活餌需要另外飼養著，或保持冷藏。市場上有一些急凍及乾製成方塊狀的活餌，在處理上較新鮮活餌方便。

## 生態
一個最理想的水族生態是能夠將天然的生態平衡於一個封閉的環境中重現，但實際上是沒有可能於水族箱維持一個完美的平衡。舉例，如一個平衡的捕食關係即使於最大的水族箱中亦不可能維持。飼主一般都需要人工地維持水族箱內的生態平衡。
大量的水可以使生態更容易達至近乎平衡。假若出現任何使系統偏離平衡點的事故，更多的水就有更強吸收系統震盪的能力，從而淡化該事故對系統的影響。簡單舉例，一個11公升容量的水族箱內，唯一的一條魚死了，對整個系統會造成重大影響；一個400公升的水族箱，在大量的魚當中死了一條，對整個系統的影響則相對輕微。故此，水族人士喜歡儘量設置較大的水族箱，這樣可提供一個更穩定的系統，無需密切注意維持箱內的生態平衡。

### 氮元素循環

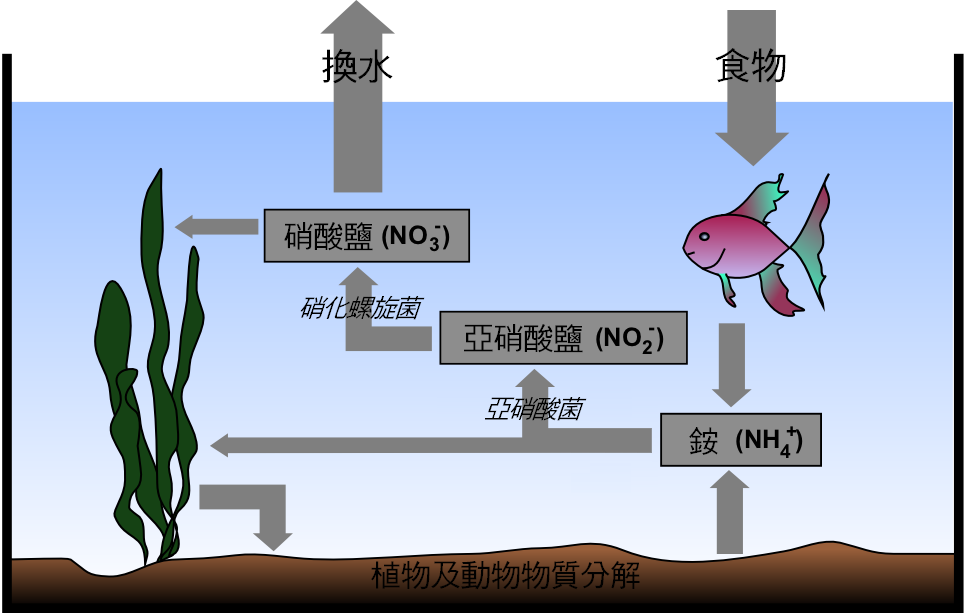
水族箱內的氣元素循環

水族人士最關注的是如何管理水族生物排出的生物廢料。魚、無脊椎動物、真菌及細菌會排出氮廢物氨（NH3）（氨可能會被轉化為铵盐，NH4+），而動物及植物物質，包括糞便，在分解過程中同樣會釋出氨。當這些氮廢物積累到一個高的濃度水平就會使生物中毒，故此務必通過氮循環將這些物質控制於一個低濃度範圍。
一個平衡良好的水族箱應該含有可將廢物轉化的生物。氮廢物是由硝化細菌（亞硝酸菌屬，Nitrosomonas）轉化。硝化細菌將水中的氨轉化成亞硝酸鹽（NO2-）。惟高濃度的亞硝酸鹽同樣可毒害生物。另一種的細菌（硝化螺旋菌屬，Nitrospira）會將亞硝酸鹽轉化成毒性較低的硝酸鹽（NO3-），飼養者再以換水的方式稀釋水中硝酸鹽的濃度。這個硝化作用的過程是水族嗜好者所熟知的。（硝酸菌，Nitrobacter，以往被認為是將亞硝酸鹽轉化成硝酸鹽的最要角色，市面上亦可購買此細菌，用以加快硝化系統的建立。雖然在生物學上硝酸菌的確與硝化螺旋菌有同樣的功能，但研究發現，一個建設好的水族箱內卻未能偵測出硝酸菌的存在，但硝化螺旋菌則非常豐富。）
在水族箱中，硝化菌往往附著在濾材以及底砂上，形成數種菌類共生的菌膜。除了物理過濾使用的白棉及羊毛絨之外，亦有專門用以培養硝化菌的生化棉、陶瓷環等等生化濾材，或提供較佳的水流，或提供較大的附著環境，以培養硝化菌。
除了細菌外，水生植物亦能夠透過轉化氨及硝酸鹽，去除水中的氮廢物。植物會將水中的氮化物吸收並轉化為身體一部分。但時，這個轉化只是暫時性的，當枯萎的葉脫落，分解過程中又會將氮廢物釋放出來，硝酸鹽始終存在於水中，必須透過換水將硝酸鹽的濃度稀釋。
雖然水族人士稱這個為氮循環，但實際上這只是整個氮循環的一節：系統中的氮是由外面加進去的（大部分是飼料中的氮）。但無論如何，硝酸鹽到最後始終存在，或是被封鎖於植物之內。故此，飼主需要定期更換箱內高濃度硝酸鹽的水，或除去枯萎的植物。

#### 養水
新設立的水族箱，硝化系統往往還未健全，因而水族界中經常會聽到「養魚先養水」這句話。所謂「養水」是指先培育出一定數量的硝化細菌，才逐步將魚放入缸內。養水的時間長短視比重而定，水的比重越高，硝化菌繁殖的速度就越慢。淡水缸通常為三天到一個禮拜，而海水缸往往需時一個月以上。
養水有幾種不同的方法，水族飼養者可不添加任何菌種便開始養水（因一般環境中就有硝化菌的存在），或將含有少量硝化菌種的添加劑直接加進水內（對加速培養硝化菌有一定程度的效果），或從另一個水族箱中將成熟的硝化細菌菌落搬進來培育（例如砂石或生物過濾器中的菌落），一般來說以後者培養的速度最快，然而不可忽略的是，無論以何種方式養水，均需要一段時間方能培養出基礎的硝化系統，且剛培養出來的硝化系統功能尚不足以支撐大量的生物，必須每隔一段時間才增加新的生物，給硝化菌繁殖的時間，以免含氮廢物超出硝化系統的處理能力，使缸中生物中毒。
有兩種「養水」方法於近年愈來愈流行，這就是「無魚養水」或靠種植水生植物去養水。
「無魚養水」，顧名思義在過程中沒有魚的存在，僅加入死體、魚便、飼料等作為氮的來源，有時甚至會在水族箱中加入少量的氨以培育細菌。過程中，氨、亞硝酸鹽及硝酸鹽的含量需不時作監測。待硝化系統有一定基礎之後全缸換水2/3以上，才將生物放入。
另一個方法是密集地種植生長速度較快的植物，如浮萍，依靠這些植物去消耗水中的氮化物。據一些專門種植水草的水族人士的報稱，植物消耗氮化物的能力遠比傳統的除氮方法更有效率，水中的氮化物含量減少至不能偵測到的水平。
一個水族箱如果沒有適當地「養水」，水中的有毒廢物就會快速地積累至一個高濃度，殺死水族箱內的生物。

### 其他營養循環
氮並不是水族箱內唯一循環的養料。溶解的氧氣由水面或氣泵進入系統內，二氧化碳亦離開系統進入空氣。磷酸鹽循環亦是一個重要，但經常被忽略的營養循環。硫、鐵及其他微養料亦會隨食物進入，以廢物方式排出，並於系統內循環。洽當地掌握氮循環，適量地給予均衡的食物，並且注意生物負荷，通常已經足夠維持其他營養循環的平衡。

### 生物負荷
生物負荷是指水族箱內的生物對該生態系統所造成的負荷。愈重的生物負荷代表愈複雜的水族生態，亦代表愈難維持生態平衡。此外，水族箱的體積會限制了水族箱所能承受的生物負荷。暴露於空氣的水面面積限制了水族箱吸收溶解氧氣的能力。硝化細菌的硝化能力受制於牠們所能佔據的空間。而實際上，水族箱的體積亦限制了可飼養的魚及植物數量。
為免系統的生物負荷過重，水族人士有幾個基本法則。最為流行的法則是「每1吋的魚需要1美制加侖的水」，意思是所有魚的長度總和不得超過水族箱的美制加侖數（大約是每7毫米的魚，就需要1公升的水）。當然，計算時需要考慮到魚繼續生長至成熟時的長度，以免長大後變得擠迫而影響魚的健康（注意，這個法則並不適用於一些身型較粗狀的魚，如鯰魚，或一些具侵略性的魚，如，麗魚）。而金魚一類排廢量較大的魚，水族人士建議加倍至每1吋魚需要2美制加侖的水。但有水族人士質疑這個法則，因為這個法則沒有考慮到魚的體溫、活動力、與箱內同伴的相容性（例如2條雄魚或許不能共存）、水箱的尺寸及過濾系統的能力。最安全決定生物負荷極限的方法是與有經驗的水族人士討論。
生物負荷的極限及最理想的生物負荷，在實際及理論層面上都是難以計算的。因計算需考慮到廢物產出速率、硝化反應效率、於水面的空氣轉換速率、以及其他難以測量的變數。故此，水族人士一般都會參考基本法則，並不斷嘗試，直接達到一個適當的生物負荷水平。

## 参看
- 热带鱼
- 水草缸
- 海洋生物館
- 海岸公園

### 註腳
1. ↑  英文原文："a fine rarity, of fishes kept in a glass of water, that will live so forever, and finely marked they are, being foreign."
2. ↑  原文："one inch of fish per U.S. gallon"

### 網上參考
- 肯陽學院（Kenyon College） 生物學系 （页面存档备份，存于）
- mbayaq.org
- thekrib.com （页面存档备份，存于）
- 路透社：羅馬禁用「殘忍」的金魚缸 （页面存档备份，存于）
- 罗马立法禁用球形鱼缸养金鱼 主人须带狗散步 （页面存档备份，存于）
- 硝化系统的建立[]

### 相关书目
- Brunner, Bernd (2005). The Ocean at Home: An Illustrated History of the Aquarium. New York: Princeton Architectural Press. ISBN 1-56898-502-9.
- Scott, Peter W (1995). The Complete Aquarium. DK Publishing. ISBN 0-7894-0013-8.
- Skomal, Gregory (1997). Setting up a Freshwater Aquarium: An Owner's Guide to a Happy Healthy Pet. New York: Wiley Publishing. ISBN 0-87605-502-1.
- Tlusty, Michael (2002). The benefits and risks of aquaculture production for the aquarium trade. Aquaculture. v205 i3 pg 203(17).

## 外部連結
- Reefs.org （页面存档备份，存于） 珊瑚礁的飼養資料
- frags.org 推廣珊瑚繁殖的團體，可買賣交易珊瑚碎片，避免採捕野外珊瑚
- Age of Aquariums （页面存档备份，存于） 推廣有責任地養魚
- WetWebMedia.com （页面存档备份，存于） 有關養魚
- Reef （页面存档备份，存于） 提供給喜好飼養珊瑚礁的人士
- Marine Aquarium Council （页面存档备份，存于） Marine Aquarium Council官方網頁
- Reef Protection International （页面存档备份，存于） Protection International官方網頁